# Húns
Húns (en néerlandais : Huins) est un village de la commune néerlandaise de Leeuwarden, dans la province de Frise.

## Géographie
Le village est situé à 8 km au sud-ouest de Leeuwarden, près de Winsum.

## Histoire
Húns fait partie de la commune de Baarderadeel avant 1984, puis de Littenseradiel avant le 1er janvier 2018, où celle-ci est supprimée. Depuis cette date, Húns appartient à Leeuwarden.

## Démographie
Le 1er janvier 2018, le village comptait 115 habitants.